# Хабігандж (зіла)
Хабіга́ндж (бенг. হবিগঞ্জ জেলা, англ. Habiganj Zila) — одна з 4 зіл регіону Сілхет Бангладеш, розташована на південному заході регіону.
Населення — 2089001 особа (2011; 1749963 в 2008; 1526609 в 1991).

## Адміністративний поділ
До складу регіону входять 8 упазіл:
| Зіла            | Площа, км² | Населення, осіб (1991) | Населення, осіб (2008) |
| --------------- | ---------- | ---------------------- | ---------------------- |
| Аджмірігандж    | 223,98     | 86810                  | 99294                  |
| Баньячонг       | 482,25     | 235855                 | 268641                 |
| Бахубал         | 250,66     | 137402                 | 165265                 |
| Лакхай          | 196,56     | 110319                 | 129677                 |
| Мадхабпур       | 294,27     | 250069                 | 257932                 |
| Набігандж       | 439,60     | 246933                 | 287030                 |
| Хабігандж-Садар | 253,74     | 225469                 | 275070                 |
| Чунаругхат      | 495,52     | 233752                 | 267054                 |